# Liste der Naturdenkmale in Nordrach
| Naturdenkmale | Anzahl |
| ------------- | ------ |
| FND           | 3      |
| END           | 3      |
| Gesamt        | 6      |

Die Liste der Naturdenkmale in Nordrach nennt die verordneten Naturdenkmale (ND) der im baden-württembergischen Ortenaukreis liegenden Gemeinde Nordrach. In Nordrach gibt es insgesamt sechs als Naturdenkmal geschützte Objekte, davon drei flächenhafte Naturdenkmale (FND) und drei Einzelgebilde-Naturdenkmale (END).
Stand: 1. November 2016.

## Flächenhafte Naturdenkmale (FND)
| Name                     | Bild | Kennung     | Einzelheiten | Position | Fläche Hektar | Datum         |
| ------------------------ | ---- | ----------- | ------------ | -------- | ------------- | ------------- |
| Fuchsfelsen              |      | 83170850004 | Nordrach     | ???      | 0,0           | 29. Aug. 1963 |
| Katzenstein              |      | 83170850001 | Nordrach     | ???      | 0,1           | 29. Aug. 1963 |
| Rabenfels                |      | 83170850002 | Nordrach     | ???      | 0,0           | 29. Aug. 1963 |
| Legende für Naturdenkmal |      |             |              |          |               |               |

## Einzelgebilde (END)
| Name                     | Bild | Kennung     | Einzelheiten | Position | Fläche Hektar | Datum         |
| ------------------------ | ---- | ----------- | ------------ | -------- | ------------- | ------------- |
| Große Eiche              |      | 83170850003 | Nordrach     | ???      | 0,0           | 29. Aug. 1963 |
| Harfentanne              |      | 83170850005 | Nordrach     | ???      | 0,0           | 29. Aug. 1963 |
| 1 Mispel                 |      | 83170850006 | Nordrach     | ???      | 0,0           | 14. Nov. 1994 |
| Legende für Naturdenkmal |      |             |              |          |               |               |